# جا يو
جا يو (بالصينية: 葛優)‏ هو ممثل صيني، ولد في 19 أبريل 1957 ببكين في الصين. من الجوائز التي نالها وسام الفنون والآداب الفرنسي.

## أعمال

### أفلام
- (1994) فترة عمر
- (2017) طهي عاصفة

## جوائز
- وسام الفنون والآداب الفرنسي

## وصلات خارجية
- جا يو على موقع IMDb (الإنجليزية)
- جا يو على موقع ألو سيني (الفرنسية)
- جا يو على موقع أول موفي (الإنجليزية)
- جا يو على موقع قاعدة بيانات الفيلم (الإنجليزية)
- جا يو على موقع كينوبويسك (الروسية)